# Over the Rainbow
"Over the Rainbow" (ofte kaldt "Somewhere Over the Rainbow") er en klassisk ballade, som har vundet en Oscar. Musik af Harold Arlen og tekst af E.Y. Harburg. Den blev skrevet til filmen Troldmanden fra Oz fra 1939 og blev sunget af skuespilleren Judy Garland i hovedrollen som Dorothy Gale. Sangen blev Garlands kendingsmelodi.